# Tandil
Tandil er en by i den østlige del af Argentina med et indbyggertal på ca. 150.162 (2022) indbyggere. Den ligger i den sydøstlige del af provinsen Buenos Aires, ca. 360 km sydvest for Argentinas hovedstad Buenos Aires.